# Sclerococcum griseisporodochium
Sclerococcum griseisporodochium är en lavart som beskrevs av Etayo 1995. Sclerococcum griseisporodochium ingår i släktet Sclerococcum, divisionen sporsäcksvampar och riket svampar.   Inga underarter finns listade i Catalogue of Life.